# 新界區專線小巴411線
新界區專線小巴411線是由駿億（亞洲）有限公司營辦的一條專線小巴假循環線，往來浩景臺及深水埗（青山道）。

## 歷史
- 2000年：浩景臺入伙初期，已提供往來西九龍區的專線小巴服務，編號為408，往來浩景臺至深水埗九江街，於2000年5月28日起投入服務。[3]
- 2001年1月1日：408線因客量不足停辦。[4]
- 2007年3月23日：政府刊憲公開招標5條專線小巴路線，其中包括原有已取消的浩景臺至深水埗的專線小巴路線，於該標書中再度公開招標[5]，結果由駿億（亞洲）有限公司投得。
- 2007年9月1日：投得的專線小巴路線編號定為411（即本路線），路線取道麗瑤邨、悅麗苑及祖堯邨，經九江街後沿保安道折返，當日起投入服務，尾車由浩景臺開出2030。[6]同年10月5日，尾車延長至2230，並增設浩景臺往來祖堯之分段收費。[7]
- 2008年6月7日：路線駛至青山道後，改為右轉九江街及元州街折返。
- 2009年1月18日：全程票價由$4.8調整至$5.3，分段收費由$3調整至$3.3。[8]
- 2010年2月21日：全程票價由$5.30調整至$5.80，分段收費維持不變。[9]
- 2011年9月18日：全程票價由$5.8調整至$6.5，分段收費由$3.3調整至$3.5。
- 2013年6月2日：全程票價由$6調整至$7.2，分段收費由$3.5調整至$3.8。
- 2014年11月30日：全程票價由$7.2調整至$8，分段收費不變。
- 2017年3月21日：全程票價由$8調整至$8.9，分段收費加至$4。
- 2019年12月1日：往深水埗方向時將改經長沙灣道及興華街後再沿原有路線行走，不經介乎通州西街至興華街的一段青山道。[10]

## 小資料
- 雖然運輸署官方資料為循環線，實際上小巴到達元州街近九江街後乘客必須全部下車，然後在原站重新上客不作停留返回浩景臺。
- 本路線派出的小巴車隊，車牌全部以「992」結尾，分別為AZ 992、KA 992、KX 992、SJ 992及TW 992，是專線小巴中少有的。

## 行車路線
| 由浩景臺開出 | 由浩景臺開出       | 由浩景臺開出 |
| 序號         | 車站名稱           | 街道         |
| ------------ | ------------------ | ------------ |
| 1            | 浩景臺小巴總站     | 荔崗街       |
| 2            | 荔峰街             | 荔崗街       |
| 3            | 瑪嘉烈醫院荔景大樓 | 荔崗街       |
| 4            | 荔枝嶺路           | 荔崗街       |
| 5            | 荔景紀律部隊宿舍   | 荔枝嶺路     |
| 6            | 翠瑤苑             | 荔枝嶺路     |
| 7            | 葵涌循道中學       | 華瑤路       |
| 8            | 麗瑤邨樂瑤樓       | 麗瑤街       |
| 9            | 麗瑤邨貴瑤樓       | 麗瑤街       |
| 10           | 麗瑤邨富瑤樓       | 麗瑤街       |
| 11           | 麗瑤邨榮瑤樓       | 麗瑤街       |
| 12           | 下葵涌分科診所     | 麗祖路       |
| 13           | 荔景體育館         | 麗祖路       |
| 14           | 悅麗苑麗虹閣       | 麗祖路       |
| 15           | 悅麗苑麗華閣       | 麗祖路       |
| 16           | 祖堯邨啟謙樓       | 麗祖路       |
| 17           | 祖堯邨啟廉樓       | 念祖路       |
| 18           | 祖堯坊             | 敬祖路       |
| 19           | 製衣業訓練中心     | 敬祖路       |
| 20           | 荔景邨樂景樓       | 荔景山路     |
| 21           | 衛理小學           | 荔景山路     |
| 22           | 匡智張玉瓊晨輝學校 | 荔景山路     |
| 23           | 葵涌醫院           | 荔景山路     |
| 24           | 荔枝角站           | 長沙灣道     |
| 25           | 大南西街           | 長沙灣道     |
| 26           | 光昌街             | 長沙灣道     |
| 27           | 昌華街             | 長沙灣道     |
| 28           | 福榮街             | 興華街       |
| 29           | 元州街             | 興華街       |
| 30           | 長發街             | 青山道       |
| 31           | 發祥街             | 青山道       |
| 32           | 永隆街             | 青山道       |
| 33           | 東京街             | 青山道       |
| 34           | 東沙島街           | 青山道       |
| 35           | 天悅深水埗廣場     | 青山道       |
| 36           | 九江街             | 青山道       |
| 37           | 嘉頓麵包           | 青山道       |
| 38           | 九江街总站         | 元州街       |
| 39           | 東京街             | 元州街       |
| 40           | 永隆街             | 元州街       |
| 41           | 發祥街             | 元州街       |
| 42           | 元州商場           | 元州街       |
| 43           | 長發街             | 元州街       |
| 44           | 深水埗運動場       | 長沙灣道     |
| 45           | 長沙灣郵政局       | 長沙灣道     |
| 46           | 大南西街           | 長沙灣道     |
| 47           | 長沙灣廣場         | 長沙灣道     |
| 48           | 長荔街             | 長沙灣道     |
| 49           | 葵涌醫院           | 荔景山路     |
| 50           | 匡智張玉瓊晨輝學校 | 荔景山路     |
| 51           | 救世軍荔景院       | 荔景山路     |
| 52           | 荔景邨樂景樓       | 荔景山路     |
| 53           | 製衣業訓練中心     | 敬祖路       |
| 54           | 祖堯坊             | 敬祖路       |
| 55           | 祖堯邨啟廉樓       | 念祖路       |
| 56           | 祖堯邨啟敬樓       | 念祖路       |
| 57           | 祖堯邨啟謙樓       | 麗祖路       |
| 58           | 悅麗苑麗華閣       | 麗祖路       |
| 59           | 悅麗苑麗虹閣       | 麗祖路       |
| 60           | 荔景體育館         | 麗祖路       |
| 61           | 下葵涌分科診所     | 麗祖路       |
| 62           | 麗瑤邨榮瑤樓       | 麗瑤街       |
| 63           | 麗瑤邨富瑤樓       | 麗瑤街       |
| 64           | 麗瑤邨貴瑤樓       | 麗瑤街       |
| 65           | 麗瑤邨樂瑤樓       | 華瑤路       |
| 66           | 葵涌循道中學       | 華瑤路       |
| 67           | 荔枝嶺路           | 華瑤路       |
| 68           | 翠瑤苑             | 荔枝嶺路     |
| 69           | 荔景紀律部隊宿舍   | 荔枝嶺路     |
| 70           | 荔枝嶺路           | 荔崗街       |
| 71           | 瑪嘉烈醫院荔景大樓 | 荔崗街       |
| 72           | 荔峰街             | 荔崗街       |
| 73           | 浩景臺小巴總站     | 荔崗街       |

## 服務時間、班次及收費
此路線每天服務，服務時段為上午6時半至下午11時。所有班次皆由浩景臺開出，約8至15分鐘一班。此路線全程收費為$9.4，並設有兩段收取$4.3的單向分段收費，分別是浩景臺往敬祖路，以及荔景邨（樂景樓）往浩景臺。